# Лубков Михайло Валерійович
Лубков Михайло Валерійович (укр. Лубков Михайло Валерійович; *29 березня 1963, Полтава) — український вчений-геофізик, директор Полтавської гравіметричної обсерваторії, доктор фізико-математичних наук, старший науковий співробітник.

## Біографія

### Освіта
Лубков Михайло Валерійович закінчив фізико-математичну школу при Новосибірському державному університеті у 1980 році. У 1985 році закінчив Новосибірський державний університет та отримав диплом за спеціальністю «Фізика».
У 1989 р. вступив до аспірантури при Інституті механіки АН СРСР. Після закінчення аспірантури у 1992 р. захистив дисертацію, отримавши науковий ступінь кандидата фізико-математичних наук за спеціальністю «Механіка деформованого твердого тіла».
У 2009 р. отримав вчене звання старшого наукового співробітника зі спеціальності «Геофізика».
Докторську дисертацію на тему «В'язкопружні та теплові процеси в геодинаміці (дослідження в рамках варіаційної скінчено-елементної методики)» за спеціальністю 04.00.22 «Геофізика» Михайло Лубков захистив у 2016 р.
Автор понад 50 наукових праць у галузях геофізики, геодинаміки, геотектоніки та астрометрії.

### Діяльність
Михайло Лубков розпочав трудову діяльність у Полтавській гравіметричній обсерваторії Інституту геофізики імені С. І. Субботіна НАН України на посаді інженера у 1985 році.
З 1992 р. продовжив роботу у Полтавській гравіметричній обсерваторії на посаді наукового співробітника.
У 1993 р. працював у Полтавському інженерно-будівельному інституті (нині Полтавський національний технічний університет імені Юрія Кондратюка) на посаді старшого викладача.
З 1997 р. працював у Полтавському військовому інституті зв'язку на посаді доцента.
У 2001 р. повернувся до Полтавської гравіметричної обсерваторії на посаду провідного наукового співробітника.
У 2017 році Лубков Михайло Валерійович був обраний на посаду директора Полтавської гравіметричної обсерваторії Інституту геофізики імені С. І. Субботіна НАН України.
Михайло Лубков проводить дослідження в області теорії обертання Землі, моделювання на основі розробленої ним варіаційної скінчено-елементної методики для розв'язання в'язкопружних і теплових геофізичних задач, процесів сучасної, регіональної, плитної та внутрішньоплитної геотектоніки і теплової геофізики. З цих наукових напрямків має 50 опублікованих праць.
Протягом останніх десяти років він є співкерівником тем науково-дослідних робіт, що виконувались у відділі Обертання Землі Полтавської гравіметричної обсерваторії.

### Наукові пріоритети[5]
- Методи розрахунку та дослідження напружено-деформованого стану, у тому числі при наявності дефектів різного походження
- Позиційна астрономія, гео- та плането динаміка
- Тектоніка

## Наукові праці

### Статті в наукових періодичних фахових виданнях України
- 1. Лубков М. В. Определение статических чисел Лява и Шида методом конечных элементов / М. В. Лубков // Геофиз. журн. — 2004. — 26, N 6. — С. 147—150.
- 2. Лубков М. В. Комбинированный метод определения параметров вращения Земли / М. В. Лубков // Кинемат. физ. небес. тел. — 2005. — 21, N 5. — С. 389—395.
- 3. Лубков М. В. О влиянии радиальной анизотропии мантии на суточные числа Лява / М. В. Лубков // Геофиз. журн. — 2007. — 29, N 5. — С. 179—184.
- 4. Лубков М. В. Моделирование современных движений некоторых локальных несоляных структур Днепровско-Донецкой впадины / М. В. Лубков // Геофиз. журн. — 2008. — 30, N 2. — С. 123—126.
- 5. Лубков М. В. О влиянии субгоризонтальных напряжений на развитие Днепровско-Донецкой впадины / М. В. Лубков, О. В. Борисюк // Геофиз. журн. — 2008. — 30, N 6. — С. 127—132.
- 6. Лубков М. В. Вплив субгоризонтальних рухів на розвиток Дніпровсько-Донецької западини / М. В. Лубков // Геоінформатика — 2008. — N 4, С. 59 — 62.
- 7. Лубков М. В. Еволюція теплових полів ДДЗ в період активізації рифта / М. В. Лубков // Зб. наук. праць — Теоретичні та прикладні аспекти геоінформатики — 2009. — С. 87 — 95.
- 8. Лубков М. В. О влиянии крупномасштабных неоднородностей мантии на суточные числа Лява / М. В. Лубков // Геофиз. журн. — 2011. — 33, N 2. — С. 129—134.
- 9. Лубков М. В. Моделювання напружено-деформованого стану та аномального гравітаційного поля у вогнищі землетрусу / М. В. Лубков // Геоінформатика — 2011. — N 1. — С. 51 — 56.
- 10. Лубков М. В. Моделювання сучасних рухів локальних соляних структур Дніпровсько-Донецької западини / М. В. Лубков // Геоінформатика — 2011. — N 3. — С. 54 — 60.
- 11. Лубков М. В. Про механічну поведінку океанічних літосферних плит у зоні субдукції / М. В. Лубков // Геоінформатика — 2012. — 43, N 3, С. 48 — 53.
- 12. Лубков М. В. Про вплив сучасних розломно-блокових рухів Дніпровсько-Донецької западини на гравітаційне поле / М. В. Лубков // Зб. наук. праць «Теоретичні та прикладні аспекти геоінформатики» — 2012, вип. 9, С. 117—126.
- 13. Лубков М. В. Моделювання напружено-деформованого стану в осадовому чохлі локальних структур Дніпровсько-Донецької западини / М. В. Лубков // Геоінформатика — 2012. — N 2. — С. 44 — 50.
- 14. Лубков М. В. Термомеханическая модель развития Западно-Черноморской впадины / М. В. Лубков // Геофиз. журн. — 2012. — 34, N 1. — С. 190—198.
- 15. Лубков М. В. Моделювання нахилів земної поверхні у зонах активних розломів / М. В. Лубков // Геоінформатика. — 2013. — N 2(46). — С. 48 — 54.
- 16. Лубков М. В. Сучасні горизонтальні рухи Дніпровсько-Донецької западини / М. В. Лубков // Геоінформатика — 2013. — N 4(48). — С. 52 — 57.
- 17. Лубков М. В. Процес деформування океанічних літосферних плит у зоні субдукції / М. В. Лубков // Зб. наук. праць «Теоретичні та прикладні аспекти геоінформатики» — 2013. — С. 59 –72.
- 18. Лубков М. В. Моделювання теплових процесів у зоні сучасної активізації Дніпровсько-Донецької западини / М. В. Лубков // Геоінформатика — 2014. — N 1(49). — С. 46 — 53.
- 19. Лубков М. В. Процес великомасштабного складкоутворення в осадовому шарі земної кори / М. В. Лубков // Геоінформатика — 2014. — N 3(51). — С. 57 –66.
- 20. Лубков М. В. Процес охолодження океанічної літосфери / М. В. Лубков // Зб. наук. праць «Теоретичні та прикладні аспекти геоінформатики» — 2014, вип. 11, С. 70 –82.
- 21. Лубков М. В. Процес формування великомасштабних геоструктур в зоні колізії континентів / М. В. Лубков // Геоінформатика — 2015. — N 2(54). — С. 38 –45.
- 22. Лубков М. В. Особливості локальних теплових процесів у регіоні Дніпровсько-Донецької западини / М. В. Лубков // Геоінформатика — 2016. — N 2(58). — С. 43 –51.

### Статті в наукових періодичних виданнях іноземних держав, що входять до міжнародних наукометричних баз даних
- 23. Лубков М. В. Процесс среднемасштабного складкообразования в осадочном слое земной коры / М. В. Лубков // Апробация — 2014. — N 6 (21). — С. 113—117.
- 24. Лубков М. В. О влиянии разнонаправленных блоковых движений на формирование геоструктур / М. В. Лубков // Апробация — 2014. — N 8 (23). — С. 79 –83.
- 25. Лубков М. В. Тепловые условия передачи магмы по разломам / М. В. Лубков // Апробация — 2014. — N 9 (24). — С. 98 –102.
- 26. Лубков М. В. Процесс нагревания океанической литосферы в зоне субдукции / М. В. Лубков // Апробация — 2014. — N 10 (25). — С. 92 — 97.

### Статті в наукових виданнях, збірниках наукових конференцій
- 27. Лубков М. В. О применении комбинированного метода в задачах определения параметров вращения Земли / М. В. Лубков // Астрономия-2005, Состояние и перспективы развития. — Труды Гос. астрономического института им. П. К. Штернберга, Москва, 2005. — С. 18.
- 28. Лубков М. В. Эволюционирование тепловых полей Днепровско-Донецкой впадины на активной стадии рифтогенеза / М. В. Лубков // Геодинамика — 2008. — N 1 (7). — С. 134—140.
- 29. Лубков М. В. Моделирование фоновых температурных полей ДДВ / М. В. Лубков // Геодинамика — 2009. — N 1 (8). — С. 91 — 96.
- 30. Lubkov M. V. The definition of the forced nutations by the finite element method / M. V. Lubkov // JOURNEES — 2003 / Astrometry, Geodynamics and Solar System Dynamics: from Milliarcseconds to Microarcseconds. — Saint Petersburg, 2003, Book of Abstracts — P. 46.
- 31. Lubkov M. V. The definition of the forced nutations by the finite element method / M. V. Lubkov // Proc. of the inter. conference JOURNEES — 2003 / Eds A. Finkilstein, N. Capitaine. — Saint Petersburg: изд-во Инст. прикл. астрон. РАН, 2003. — P. 213—214.
- 32. Lubkov M. V. The evaluation of the effects of visco-elastic mantle on luni-solar nutations / M. V. Lubkov // Astronomy in Ukraine — Past, Present and Future, Kiev, 2004, Abstract Book — P. 151.
- 33. Lubkov M. V. The evaluation of the effects of visco-elastic mantle on luni-solar nutations / M. V. Lubkov // Kinemat. and Phys. of Celestial Bodies — 2005. — 5. — P. 355—358.
- 34. Lubkov М. V. About application of coupled finite element method at the earth orientation parameters / M. V. Lubkov // Astronomy and space physics at Kyiv University, Kyiv, 2005, Book of Abstracts — P. 55.
- 35. Lubkov М. V. Evaluation of outer core viscosity influence on the earth forced nutation / M. V. Lubkov // Modern Problems of Astronomy, Odessa, 2007, Abstracts — P 25.
- 36. Lubkov М. V. About influence of lateral heterogeneities in the earth upper mantle on the Love numbers for diurnal tides / M. V. Lubkov // Modern Problems of Astronomy, Odessa, 2007, Abstracts — P 25.
- 37. Lubkov М. V. Evaluation of outer core viscosity influence on the earth forced nutation / M. V. Lubkov // Odessa astr. publ. — 2007. — vol. 20, part 1. — P. 114—117.
- 38. Lubkov М. V. About influence of lateral heterogeneities in the earth upper mantle on the Love numbers for diurnal tides / M. V. Lubkov // Odessa astr. publ. — 2007. — vol. 20, part 1. — P. 117—120.
- 39. Lubkov М. V. About the role of sub horizontal movements in the development of DDH / M. V. Lubkov // Матеріали наук. конф.: «Геофізичні технології прогнозування та моніторингу геологічного середовища», Львів — 2008, C. 32.
- 40. Lubkov М. V. An evolution of the heat fields of DDH during the active rifting stage / M. V. Lubkov // Матеріали наук. конф.: «Геофізичні технології прогнозування та моніторингу геологічного середовища», Львів — 2008, C. 41.
- 41. Lubkov М. Modeling of the bending deformations of tectonic plates / М. Lubkov // The 6th Orlov Conference: The study of the Earth as a planet by methods of geophysics, geodesy and astronomy, Kiev, 2009, Abstract Book — P. 39.
- 42. Lubkov М. About influence of radial anisotropy of mantle on the Earth forced nutation / М. Lubkov // The 6th Orlov Conference: The study of the Earth as a planet by methods of geophysics, geodesy and astronomy, Kiev, 2009, Abstract Book — P. 53.
- 43. Lubkov М. Modeling of the bending deformations of tectonic plates / М. Lubkov // The 6th Orlov Conference Proceedings: The study of the Earth as a planet by methods of geophysics, geodesy and astronomy — 2010. — Kiev: Akademperiodyka, P. 115—122.
- 44. Lubkov М. About influence of radial anisotropy of mantle on the Earth forced nutation / М. Lubkov // The 6th Orlov Conference Proceedings: The study of the Earth as a planet by methods of geophysics, geodesy and astronomy — 2010. — Kiev: Akademperiodyka, P. 163—166.

### Статті в наукових електронних виданнях
- 45. Lubkov М. V. About influence of modern DDD block break movements on gravity field [Електронний ресурс]: / М. V. Lubkov // Тези міжн. конф. «Геоінформатика 2012», Київ — 2012. — 1 електрон, опт. диск (CD-ROM): кольор. ; 12 см. — Систем, вимоги: Pentium-266 ; 32 Mb RAM ; Windows 98/2000/NT/XP — Код — 2628.
- 46. Lubkov М. V. About mechanical behavior of oceanic lithospheric plates in subduction zone [Електронний ресурс]: / М. V. Lubkov // Тези міжн. конф. «Геоінформатика 2012», Київ — 2012. — 1 електрон, опт. диск (CD-ROM): кольор. ; 12 см. — Систем, вимоги: Pentium-266 ; 32 Mb RAM ; Windows 98/2000/NT/XP — Код — 2692.
- 47. Lubkov М. V. Modeling of the earth tilts changing in the active fault zones [Електронний ресурс]: / М. V. Lubkov // Тези міжн. конф. «Геоінформатика 2013», Київ — 2013. — 1 електрон, опт. диск (CD-ROM): кольор. ; 12 см. — Систем, вимоги: Pentium-266 ; 32 Mb RAM ; Windows 98/2000/NT/XP — Код — 4752.
- 48. Lubkov М. V. Deforming process of oceanic lithospheric plates in subduction zone [Електронний ресурс]: / М. V. Lubkov // Тези міжн. конф. «Геоінформатика 2013», Київ — 2013. — 1 електрон, опт. диск (CD-ROM): кольор. ; 12 см. — Систем, вимоги: Pentium-266 ; 32 Mb RAM ; Windows 98/2000/NT/XP — Код — 4656.
- 49. Lubkov М. V. Process of large-scale fold forming in the crust sedimentary layer [Електронний ресурс]: / М. V. Lubkov // Тези міжн. конф. «Геоінформатика 2014», Київ — 2014. — 1 електрон, опт. диск (CD-ROM): кольор. ; 12 см. — Систем, вимоги: Pentium-266 ; 32 Mb RAM ; Windows 98/2000/NT/XP — Код — 6134.
- 50. Lubkov М. V. Cooling process of the oceanic lithosphere [Електронний ресурс]: / М. V. Lubkov // Тези міжн. конф. «Геоінформатика 2014», Київ — 2014. — 1 електрон, опт. диск (CD-ROM): кольор. ; 12 см. — Систем, вимоги: Pentium-266 ; 32 Mb RAM ; Windows 98/2000/NT/XP — Код — 6184.

## Захоплення
- Шахи
- Плавання